# Bregenzer Festspiele

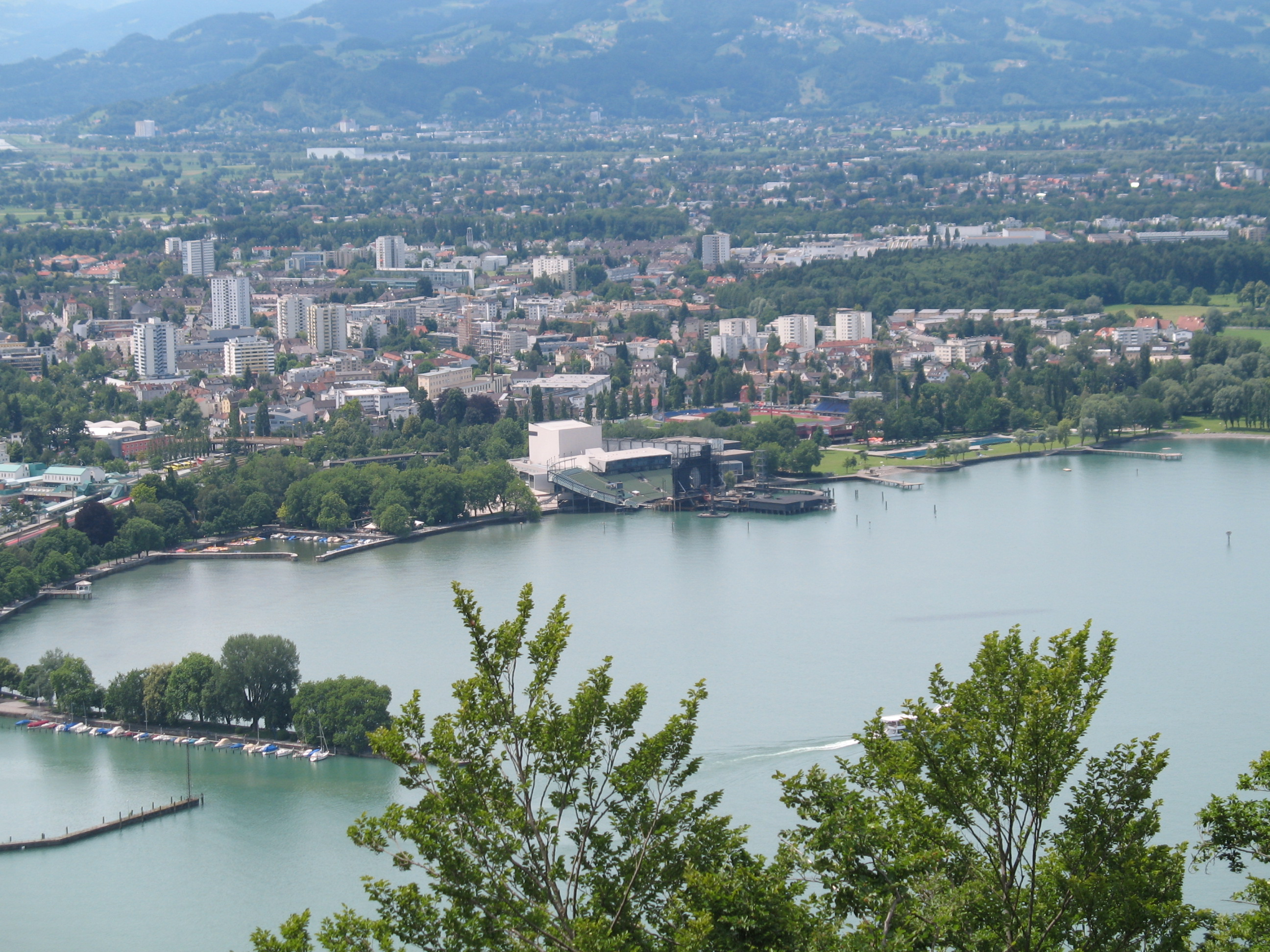
Blick vom Pfänder auf die Seebühne (2007)

Die Bregenzer Festspiele sind ein Opern-, Musik- und Theaterfestival, das jährlich im Juli und August in der Vorarlberger Landeshauptstadt Bregenz in Österreich stattfindet.
Die größte Attraktion ist das Spiel auf dem See auf der weltweit größten Seebühne: meist eine Opernproduktion, immer gemeinsam mit den Wiener Symphonikern. Das Festival ist für die Schönheit der natürlichen Kulisse des Bodensees, überdimensionale Bühnenbilder, technische Kabinettstückchen und eine einzigartige Akustik bekannt, die durch die Technik des sog. Bregenzer Richtungshörens erreicht wird.
Intendantin der Bregenzer Festspiele ist Lilli Paasikivi. Als Kaufmännischer Direktor fungiert Michael Diem, als Künstlerischer Betriebsdirektor Jaakko Kortekangas, als Chefdramaturg Florian Amort.
Das Programm der Bregenzer Festspiele umfasste 2025 etwa 80 Veranstaltungen, die von ca. 249.000 Zuschauern besucht wurden.
2020 wurden die Festspiele aufgrund der COVID-19-Pandemie abgesagt. Stattdessen fanden die Bregenzer Festtage mit reduziertem Programm statt.
2025 fanden die Bregenzer Festspiele vom 16. Juli bis 17. August statt. Dabei wurde eine Auslastung von 93 Prozent der Sitze erreicht. 
Die nächste Spielsaison der Bregenzer Festspiele ist geplant vom 22. Juli bis 23. August 2026.

## Spielstätten

### Seebühne
Bei den ersten Festspielen 1946 (Dekorateur: Franz Palka, Hard) wurden als „Spiel auf dem See“ im Gondelhafen Mozarts Bastien und Bastienne und seine als Ballett choreographierte Kleine Nachtmusik aufgeführt. Nach einer Spende von Karl Deuring stand den Festspielen ab 1950 mit einer 6400 Personen fassenden Tribüne die größte Seebühne der Welt zur Verfügung, die 1979 durch Umbauten zunächst auf 4400 Plätze reduziert wurde, nach erneuten Erweiterungen mittlerweile aber sogar knapp 7000 Zuschauer fasst. Als Spiel auf dem See wurde jährlich eine große Produktion des Musiktheaters inszeniert, anfänglich meist Operetten, Singspiele oder Spielopern, seit den 1970er-Jahren vermehrt Opern des internationalen Repertoires und Musicals. Zwischen 1960 und 1977 wurde die Seebühne außerdem immer wieder für Ballettaufführungen genutzt. Seit 1985 werden die Inszenierungen auf der Seebühne jeweils zwei Jahre lang gespielt.
Im Frühjahr 2008 fanden auf der Seebühne auch Dreharbeiten für den James-Bond-Film Ein Quantum Trost statt, des Weiteren gastierte das ZDF während der Fußball-Europameisterschaft 2008 mit dem EM-Studio für die tägliche Berichterstattung auf der Seebühne.
Im August 2010 fand auf der Seebühne die Uraufführung des Filmes Der Atem des Himmels von Reinhold Bilgeri statt. Die Vorstellung war mit rund 7000 Zuschauern schon Wochen vorher ausverkauft.

### Festspielhaus

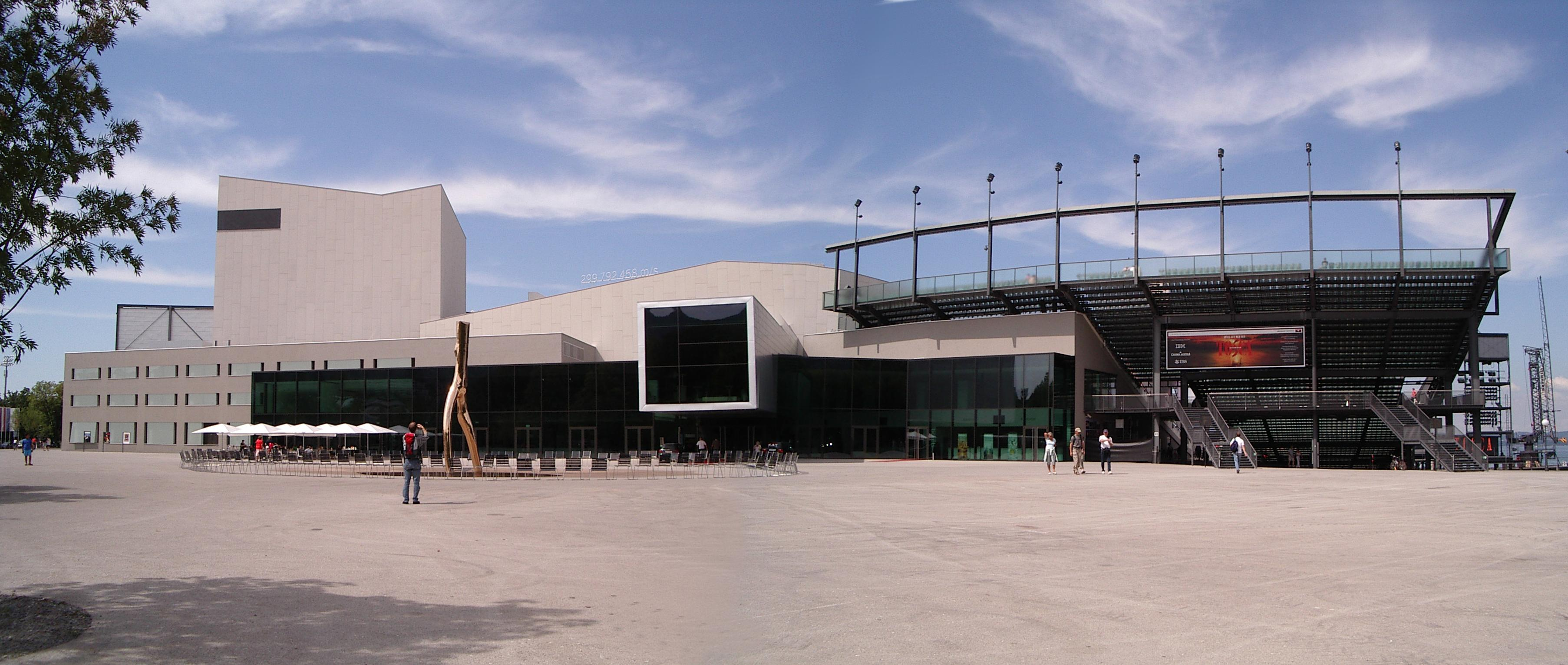
Festspielhaus mit Seebühne Außenansicht (2007)

Am 17. Juli 1980 wurde in baulicher Verbindung zur Seebühne das 1977 bis 1980 errichtete Festspielhaus Bregenz mit bis zu 1765 Plätzen eröffnet. Das Festspielhaus dient während der Festspiele als Ausweichspielstätte bei schlechtem Wetter (für Aufführungen des Spiels auf dem See in szenisch reduzierter Form), als Spielstätte einer weiteren Opernproduktion und als Aufführungsstätte für Orchesterkonzerte.
2009 wurde es vom Europäischen Verband der Veranstaltungs-Centren (EVVC) zu einem der besten Veranstaltungszentren Europas seiner Größe bestimmt und bekam die entsprechende Auszeichnung „Best Center 2009“.

### Theater am Kornmarkt
Für Schauspielaufführungen (meist Gastspiele bekannter Bühnen wie des Wiener Burgtheaters) wurde seit den 1950er-Jahren das Theater am Kornmarkt genutzt. In den 1990er-Jahren gastierte hier das Deutsche Theater Berlin mit Gastspielen und Schauspielern wie Ulrich Mühe oder Jörg Gudzuhn. Nach einer zweijährigen Pause fanden dort ab 2003 wieder Aufführungen statt, zuletzt von selten aufgeführten Operetten und Opern. 2007 stand das Schauspiel Gefährliche Liebschaften vom Theater in der Josefstadt (Wien) auf dem Spielplan.
Seit 2015 wird das Theater wieder für Opernaufführungen mit jungen Sängern genutzt. Es spielt das Symphonieorchester Vorarlberg. Von 2015 bis 2017 war ein Zyklus der drei Da-Ponte-Opern von Mozart angesetzt.

### Werkstattbühne
Seit Herbst 1997 steht außerdem die fast 1000 m² große „Werkstattbühne“ zur Verfügung, in der vorwiegend zeitgenössisches Musiktheater und modernes Schauspiel dargeboten wird. Außerhalb der Festspiele wird die Werkstattbühne für Proben des Spiels auf dem See sowie für Popkonzerte und andere Veranstaltungen genutzt.

### Weitere Spielstätten
Veranstaltungen der Festspiele finden auch im Kunsthaus Bregenz statt.
Früher nutzten die Festspiele außerdem die Bregenzer Stadthalle für Orchesterkonzerte, den Martinsplatz in der Bregenzer Oberstadt für Schauspiel-Open-Air-Aufführungen und das Theater Kosmos für Theatergastspiele.

## Technik
Die Ausdehnung der Bühnen bedingt auch verschiedene neuartige technische Ausstattungen. Neben der speziellen Verstärkertechnik für das Bregenzer Richtungshören sind auch eine große Anzahl von Funkmikrofonen notwendig. 2010 kamen an die 30 Funkmikrofone zum Einsatz, mit denen man die Grenzen des aktuell Machbaren erreichte, da die Bandbreiten erst zuvor durch die Behörden wesentlich eingeschränkt worden waren.
Im Juli 2021 wurde ein Vertrag über das Projekt Sanierung und Erweiterung im Festspielbezirk unterzeichnet. Die Baumaßnahmen des auf 60 Millionen budgetierten Projektes sollen bis zum Sommer 2024 dauern, der Spielbetrieb soll dabei weiterlaufen. Der Bund übernahm dabei 40 Prozent, das Land 35 und die Stadt Bregenz 25 Prozent der Kosten, die restlichen 5,5 Millionen Euro müssen die Festspiele selbst aufbringen. Neben der Sanierung des Festspielhauses und der Tribüne soll zusätzlich zur bestehenden Werkstattbühne ein Mehrzweckgebäude mit Werkstätten errichtet werden.

## Produktionen auf der Seebühne und im Festspielhaus
| Jahr | Spiel auf dem See                                                                                 | Festspielhaus                                                                                             |
| 2029 | Der fliegende Holländer von Richard Wagner (Regie: Lydia Steier, Bühne: Es Devlin)                | |
| 2028 | Der fliegende Holländer von Richard Wagner (Regie: Lydia Steier, Bühne: Es Devlin)                | |
| 2027 | La Traviata von Giuseppe Verdi (Regie: Damiano Michieletto, Bühne: Paolo Fantin)                  | |
| 2026 | La Traviata von Giuseppe Verdi (Regie: Damiano Michieletto, Bühne: Paolo Fantin)                  | Die Ausflüge des Herrn Brouček von Leoš Janáček                                                           |
| 2025 | Der Freischütz von Carl Maria von Weber (Regie und Bühne: Philipp Stölzl)                         | Oedipe von George Enescu                                                                                  |
| 2024 | Der Freischütz von Carl Maria von Weber (Regie und Bühne: Philipp Stölzl)                         | Tancredi von Gioachino Rossini                                                                            |
| 2023 | Madama Butterfly von Giacomo Puccini(Regie: Andreas Homoki, Bühne: Michael Levine)                | Ernani von Giuseppe Verdi                                                                                 |
| 2022 | Madama Butterfly von Giacomo Puccini(Regie: Andreas Homoki, Bühne: Michael Levine)                | Siberia von Umberto Giordano                                                                              |
| 2021 | Rigoletto von Giuseppe Verdi (Regie: Philipp Stölzl, Bühne: Philipp Stölzl, Heike Vollmer)        | Nerone (Nero) von Arrigo Boito                                                                            |
| 2020 | Rigoletto von Giuseppe Verdi (Regie: Philipp Stölzl, Bühne: Philipp Stölzl, Heike Vollmer)        | Nerone (Nero) von Arrigo Boito                                                                            |
| 2019 | Rigoletto von Giuseppe Verdi (Regie: Philipp Stölzl, Bühne: Philipp Stölzl, Heike Vollmer)        | Don Quichotte von Jules Massenet                                                                          |
| 2018 | Carmen von Georges Bizet (Regie: Kaspar Holten, Bühne: Es Devlin)                                 | Beatrice Cenci von Berthold Goldschmidt                                                                   |
| 2017 | Carmen von Georges Bizet (Regie: Kaspar Holten, Bühne: Es Devlin)                                 | Mosè in Egitto (Moses in Ägypten) von Gioachino Rossini                                                   |
| 2016 | Turandot von Giacomo Puccini (Regie und Bühne: Marco Arturo Marelli)                              | Amleto (Hamlet) von Franco Faccio                                                                         |
| 2015 | Turandot von Giacomo Puccini (Regie und Bühne: Marco Arturo Marelli)                              | Hoffmanns Erzählungen von Jacques Offenbach                                                               |
| 2014 | Die Zauberflöte von Wolfgang Amadeus Mozart (Regie: David Pountney, Bühne: Johan Engels)          | Geschichten aus dem Wienerwald von HK Gruber nach Horváth (Auftragswerk)                                  |
| 2013 | Die Zauberflöte von Wolfgang Amadeus Mozart (Regie: David Pountney, Bühne: Johan Engels)          | Der Kaufmann von Venedig von André Tchaikowsky                                                            |
| 2012 | André Chénier von Umberto Giordano (Regie: Keith Warner, Bühne: David Fielding)                   | Solaris von Detlev Glanert (Auftragswerk)                                                                 |
| 2011 | André Chénier von Umberto Giordano (Regie: Keith Warner, Bühne: David Fielding)                   | Achterbahn von Judith Weir (Auftragswerk)                                                                 |
| 2010 | Aida von Giuseppe Verdi (Regie: Graham Vick, Bühne: Paul Brown)                                   | Die Passagierin von Mieczysław Weinberg                                                                   |
| 2009 | Aida von Giuseppe Verdi (Regie: Graham Vick, Bühne: Paul Brown)                                   | Król Roger von Karol Szymanowski                                                                          |
| 2008 | Tosca von Giacomo Puccini (Regie: Philipp Himmelmann, Bühne: Johannes Leiacker)                   | Karl V. von Ernst Křenek                                                                                  |
| 2007 | Tosca von Giacomo Puccini (Regie: Philipp Himmelmann, Bühne: Johannes Leiacker)                   | Tod in Venedig von Benjamin Britten                                                                       |
| 2006 | Der Troubadour von Giuseppe Verdi (Regie: Robert Carsen, Bühne: Paul Steinberg)                   | Der Untergang des Hauses Usher von Claude Debussy                                                         |
| 2005 | Der Troubadour von Giuseppe Verdi (Regie: Robert Carsen, Bühne: Paul Steinberg)                   | Maskarade von Carl Nielsen                                                                                |
| 2004 | West Side Story von Leonard Bernstein (Regie: Francesca Zambello, Bühne: George Tsypin)           | Royal Palace und Der Protagonist von Kurt Weill                                                           |
| 2003 | West Side Story von Leonard Bernstein (Regie: Francesca Zambello, Bühne: George Tsypin)           | Das schlaue Füchslein von Leoš Janáček                                                                    |
| 2002 | La Bohème von Giacomo Puccini (Regie und Bühne: Richard Jones, Antony McDonald)                   | Julietta von Bohuslav Martinů                                                                             |
| 2001 | La Bohème von Giacomo Puccini (Regie und Bühne: Richard Jones, Antony McDonald)                   | Of Mice and Men von Carlisle Floyd                                                                        |
| 2000 | Ein Maskenball von Giuseppe Verdi (Regie und Bühne: Richard Jones, Antony McDonald)               | Der goldene Hahn von Nikolai Rimski-Korsakow                                                              |
| 1999 | Ein Maskenball von Giuseppe Verdi (Regie und Bühne: Richard Jones, Antony McDonald)               | Griechische Passion von Bohuslav Martinů                                                                  |
| 1998 | Porgy and Bess von George Gershwin (Regie: Götz Friedrich, Bühne: Hans Schavernoch)               | L’Amore dei tre re von Italo Montemezzi                                                                   |
| 1997 | Porgy and Bess von George Gershwin (Regie: Götz Friedrich, Bühne: Hans Schavernoch)               | Der Dämon von Anton Rubinstein                                                                            |
| 1996 | Fidelio von Ludwig van Beethoven (Regie: David Pountney, Bühne: Stefanos Lazaridis)               | Le roi Arthus von Ernest Chausson                                                                         |
| 1995 | Fidelio von Ludwig van Beethoven (Regie: David Pountney, Bühne: Stefanos Lazaridis)               | Die Legende von der unsichtbaren Stadt Kitesch und von der Jungfrau Fewronija von Nikolai Rimski-Korsakow |
| 1994 | Nabucco von Giuseppe Verdi (Regie: David Pountney, Bühne: Stefanos Lazaridis)                     | Francesca da Rimini von Riccardo Zandonai                                                                 |
| 1993 | Nabucco von Giuseppe Verdi (Regie: David Pountney, Bühne: Stefanos Lazaridis)                     | Fedora von Umberto Giordano                                                                               |
| 1992 | Carmen von Georges Bizet (Regie: Jérôme Savary, Bühne: Michel Lebois)                             | La damnation de Faust von Hector Berlioz                                                                  |
| 1991 | Carmen von Georges Bizet (Regie: Jérôme Savary, Bühne: Michel Lebois)                             | Mazeppa von Pjotr Tschaikowski                                                                            |
| 1990 | Der fliegende Holländer von Richard Wagner (Regie: David Pountney, Bühne: Stefanos Lazaridis)     | La Wally von Alfredo Catalani                                                                             |
| 1989 | Der fliegende Holländer von Richard Wagner (Regie: David Pountney, Bühne: Stefanos Lazaridis)     | Samson et Dalila von Camille Saint-Saëns                                                                  |
| 1988 | Hoffmanns Erzählungen von Jacques Offenbach (Regie: Jérôme Savary, Bühne: Michel Lebois)          | Samson et Dalila von Camille Saint-Saëns                                                                  |
| 1987 | Hoffmanns Erzählungen von Jacques Offenbach (Regie: Jérôme Savary, Bühne: Michel Lebois)          | Ernani von Giuseppe Verdi                                                                                 |
| 1986 | Die Zauberflöte von Wolfgang Amadeus Mozart (Regie: Jérôme Savary, Bühne: Michel Lebois)          | Anna Bolena von Gaetano Donizetti                                                                         |
| 1985 | Die Zauberflöte von Wolfgang Amadeus Mozart (Regie: Jérôme Savary, Bühne: Michel Lebois)          | I puritani von Vincenzo Bellini                                                                           |
| 1984 | Der Vogelhändler von Carl Zeller                                                                  | Tosca von Giacomo Puccini                                                                                 |
| 1983 | Kiss Me, Kate von Cole Porter                                                                     | Der Freischütz von Carl Maria von Weber                                                                   |
| 1982 | Der Zigeunerbaron von Johann Strauss (Sohn)                                                       | Lucia di Lammermoor von Gaetano Donizetti                                                                 |
| 1981 | West Side Story von Leonard Bernstein                                                             | Otello von Giuseppe Verdi                                                                                 |
| 1980 | Die Entführung aus dem Serail von Wolfgang Amadeus Mozart                                         | Falstaff von Giuseppe Verdi                                                                               |
| 1979 | Turandot von Giacomo Puccini                                                                      | |
| 1978 | 1001 Nacht von Ernst Reiterer nach Motiven von Johann Strauss (Sohn)                              | |
| 1977 | Oberon von Carl Maria von Weber                                                                   | |
| 1977 | Dornröschen (Ballett) von Pjotr Tschaikowski                                                      | |
| 1976 | Hoffmanns Erzählungen von Jacques Offenbach                                                       | |
| 1975 | Eine Nacht in Venedig von Johann Strauss (Sohn)                                                   | |
| 1975 | Le Corsaire (Ballett) von Adolphe Adam                                                            | |
| 1974 | Carmen von Georges Bizet                                                                          | |
| 1973 | Der fliegende Holländer von Richard Wagner                                                        | |
| 1972 | Der Bettelstudent von Karl Millöcker                                                              | |
| 1972 | The Fairy Queen von Henry Purcell                                                                 | |
| 1971 | Porgy and Bess von George Gershwin                                                                | |
| 1970 | Die Fledermaus von Johann Strauss (Sohn)                                                          | |
| 1969 | Hochzeit am Bodensee von Robert Stolz                                                             | |
| 1969 | Othello (Ballett) von Jan Hanuš                                                                   | |
| 1968 | Die lustige Witwe von Franz Lehár                                                                 | |
| 1967 | Zar und Zimmermann von Albert Lortzing                                                            | |
| 1967 | Scheherazade (als Ballett) von Nikolai Rimski-Korsakow und Polowetzer Tänze von Alexander Borodin | |
| 1966 | Die schöne Helena von Jacques Offenbach                                                           | |
| 1966 | Schwanensee (Ballett) von Pjotr Tschaikowski                                                      | |
| 1965 | Eine Nacht in Venedig von Johann Strauss (Sohn)                                                   | |
| 1965 | Die Irrfahrten des Odysseus (Ballett) von Helmut Eder                                             | |
| 1964 | Das Land des Lächelns von Franz Lehár                                                             | |
| 1964 | Dornröschen (Ballett) von Pjotr Tschaikowski                                                      | |
| 1963 | Banditenstreiche von Franz von Suppè                                                              | |
| 1963 | Sylvia (Ballett) von Léo Delibes                                                                  | |
| 1962 | Trauminsel von Robert Stolz                                                                       | |
| 1962 | Der Nussknacker (Ballett) von Pjotr Tschaikowski                                                  | |
| 1961 | Der Zigeunerbaron von Johann Strauss (Sohn)                                                       | |
| 1961 | Romeo und Julia (Ballett) von Sergej Prokofjew                                                    | |
| 1960 | Wiener Blut von Johann Strauss (Sohn)                                                             | |
| 1960 | Schwanensee (Ballett) von Pjotr Tschaikowski                                                      | |
| 1959 | 1001 Nacht von Ernst Reiterer nach Motiven von Johann Strauss (Sohn)                              | |
| 1958 | Die verkaufte Braut von Bedřich Smetana                                                           | |
| 1957 | Zar und Zimmermann von Albert Lortzing                                                            | |
| 1956 | Der Bettelstudent von Karl Millöcker                                                              | |
| 1955 | Eine Nacht in Venedig von Johann Strauss (Sohn)                                                   | |
| 1954 | Die Fledermaus von Johann Strauss (Sohn)                                                          | |
| 1953 | Boccaccio von Franz von Suppè                                                                     | |
| 1952 | Der Vogelhändler von Carl Zeller                                                                  | |
| 1951 | Der Zigeunerbaron von Johann Strauss (Sohn)                                                       | |
| 1950 | Gasparone von Karl Millöcker                                                                      | |
| 1949 | 1001 Nacht von Ernst Reiterer nach Motiven von Johann Strauss (Sohn)                              | |
| 1948 | Eine Nacht in Venedig von Johann Strauss (Sohn)                                                   | |
| 1947 | Die Entführung aus dem Serail von Wolfgang Amadeus Mozart                                         | |
| 1946 | Bastien und Bastienne und Eine kleine Nachtmusik (als Ballett) von Wolfgang Amadeus Mozart        | |

## Intendanten
- 1946–1952/1954: Gremium der Bregenzer Festspielgemeinde[17] (unter anderem mit Kurt Kaiser)
- 1952/1954–1982: Ernst Bär
- 1983–2003: Alfred Wopmann
- 2004–2014: David Pountney
- 2015–2024: Elisabeth Sobotka[18]
- seit 2025: Lilli Paasikivi[19][20]

## Präsidenten
- 1963–1968: Walter Rhomberg[21]
- 1968–1981: Albert Fuchs
- 1981–2012: Günter Rhomberg
- seit 2012: Hans-Peter Metzler[22]

## Auszeichnungen
- 2009: Kulturmarke des Jahres von der Agentur Causales in Berlin[23]
- 2014: International Opera Award, Uraufführung des Jahres (für André Tschaikowsky: The Merchant of Venice)
- 2015: International Opera Award als Festival of the Year[24]